# تشارلز جارفيس
تشارلز جارفيس (بالإنجليزية: Charles Jarvis)‏ (11 نوفمبر 1792 - 1855) هو لاعب كريكت بريطاني (وحمل سابقاً جنسية المملكة المتحدة لبريطانيا العظمى وأيرلندا ومملكة بريطانيا العظمى).